# C-3 (esplosivo)
Il C-3 o Composto C-3 è un esplosivo al plastico appartenente alla famiglia degli esplosivi della Composizione C (o dei composti C), insieme al C-1, C-2 e C-4. Venne sviluppato ed impiegato dagli Stati Uniti.

## Composizione
L'esplosivo è formato da una miscela di ciclotrimetilentrinitroammina (conosciuta anche come RDX, ciclonite, o T4) nella misura del 77%, Tetryl (2,4,6-Trinitrophenylmethylnitramine) 3%, TNT 4%, NC 1% , MNT (meta-nitrotoluene) 5% e DNT per il rimanente 10%.